# Paula Winslowe
Paula Winslowe (23 mars 1910-7 mars 1996) était une actrice de télévision et de radio américaine, active entre les années 1930 jusqu'au milieu des années 1960.
Elle commença sa carrière en 1937 lorsque l'actrice Jean Harlow décède sur le tournage de Saratoga. Le film étant presque complet, seuls quelques scènes et enregistrements devaient encore être réalisés. La production décida de prendre Mary Dees comme doublure mais sa voix trop haute ne correspondait pas, Paula Winslowe a été engagée comme doublure vocale.
Au début des années 1940, Winslove eu le rôle de la mère de Bambi et du faisan paniqué dans le long métrage d'animation Bambi (1942).
À partir des années 1950, elle obtient régulièrement des rôles dans des séries télévisées.

## Filmographie
- 1937 : Saratoga (doublure vocale de Jean Harlow)
- 1942 : Bambi (mère de Bambi et du faisan paniqué)